# Brachymyces megasporus
Brachymyces megasporus är en svampart som beskrevs av G.L. Barron 1980. Brachymyces megasporus ingår i släktet Brachymyces och familjen Helicocephalidaceae.   Inga underarter finns listade i Catalogue of Life.